# Houghton Saint Giles
Houghton Saint Giles – wieś w Anglii, w hrabstwie Norfolk, w dystrykcie North Norfolk. Leży 42 km na północny zachód od Norwich i 168 km na północny wschód od Londynu.
W 2001 miejscowość liczyła 224 mieszkańców.